# Болтакс, Борис Иосифович
Бори́с Ио́сифович Бо́лтакс (1912, Жашков, Киевская губерния — 25 ноября 1985) — советский физик, доктор физико-математических наук, профессор, специалист в области физики полупроводников. Участник Великой Отечественной войны, полковник.

## Биография
Борис Иосифович Болтакс родился в 1912 году в местечке Жашков Жашковской волости (укр. Жашківська волость) Таращанского уезда Киевской губернии, ныне город — административный центр Жашковской городской общины Уманского района Черкасской области Украины.
В 1931 году вступил в ВКП(б). 
В 1938 году окончил Ленинградский индустриальный институт по специальности «экспериментальная физика», после чего был мобилизован в РККА.
В декабре 1941 года прибыл на фронт. Был старшим батальонным комиссаром, подполковником, полковником, военным комиссаром 759-го стрелкового полка 163-й стрелковой дивизии, затем — командиром 312-го стрелкового Новгородского Краснознаменного полка 26-й стрелковой дивизии.
В 1946 году был демобилизован и стал работать в Отделе полупроводников Ленинградского физико-технического института под руководством А. Ф. Иоффе. В 1948 году защитил кандидатскую диссертацию, в 1962 году — докторскую диссертацию.
Был заведующим лабораторией диффузионных процессов Института полупроводников АН СССР и Физико-технического института им. А. Ф. Иоффе АН СССР.
Борис Иосифович Болтакс умер 25 ноября 1985 года <где?>. Похоронен <где?>.

## Научная деятельность
Исследовал диффузные процессы в полупроводниках.
Является автором более ста двадцати статей и трёх монография. Под его руководством было защищено более тридцати кандидатов наук.

## Награды
- 29 августа 1942 — орден Красного Знамени.
- 5 апреля 1944 — орден Отечественной войны I степени.
- 1 августа 1944 — орден Отечественной войны II степени.
- 18 февраля 1945 — орден Александра Невского.
- 9 мая 1945 — медаль «За победу над Германией в Великой Отечественной войне 1941–1945 годов».
- 9 июня 1945 — медаль «За взятие Кёнигсберга».
- 6 апреля 1985 — Орден Отечественной войны I степени.
- Почётный гражданин города Холм[2][3].